# FIFAコンフェデレーションズカップ2009
FIFAコンフェデレーションズカップ2009（英: FIFA Confederations Cup 2009）は、2009年6月14日から6月28日にかけて、FIFAワールドカップ・南アフリカ大会のプレ大会として南アフリカで開催された第8回目のFIFAコンフェデレーションズカップである。

## 概要

### 賞金
2008年3月13日に、国際サッカー連盟(FIFA)が今大会の日程と共に賞金額を発表した。賞金総額は1760万ドル（約17億6000万円）で、優勝賞金は375万ドル（約3億7125万円）、2位は325万ドル（約3億2175万円）、3位275万ドル（約2億7225万円）、4位225万ドル（約2億2275万円）、残りの4チームには140万ドル（約1億3860万円）が支払われた。

## 出場国
| チーム           | 大陸連盟 | 参加資格                               | 回数           |
| ---------------- | -------- | -------------------------------------- | -------------- |
| 南アフリカ共和国 | CAF      | 2010 FIFAワールドカップ 開催国         | 5大会ぶり2回目 |
| イラク           | AFC      | AFCアジアカップ2007 優勝               | 初出場         |
| エジプト         | CAF      | アフリカネイションズカップ2008 優勝    | 4大会ぶり2回目 |
| アメリカ合衆国   | CONCACAF | 2007 CONCACAFゴールドカップ 優勝       | 2大会ぶり4回目 |
| ブラジル         | CONMEBOL | コパ・アメリカ2007 優勝、前回大会 優勝 | 6大会連続6回目 |
| ニュージーランド | OFC      | OFCネイションズカップ2008 優勝         | 2大会ぶり3回目 |
| スペイン         | UEFA     | UEFA EURO 2008 優勝                    | 初出場         |
| イタリア         | UEFA     | 2006 FIFAワールドカップ 優勝           | 初出場         |

## 会場一覧
| 都市                 | スタジアム名                           | 収容人数 |
| -------------------- | -------------------------------------- | -------- |
| ヨハネスブルグ       | エリス・パーク・スタジアム             | 60,000人 |
| プレトリア           | ロフタス・ヴァースフェルド・スタジアム | 52,000人 |
| ブルームフォンテーン | フリーステイト・スタジアム             | 40,000人 |
| ルステンブルク       | ロイヤル・バフォケン・スタジアム       | 40,000人 |

## 結果

### 組み合わせ抽選
本大会のグループリーグの組み合わせ抽選は2008年11月22日午後5時（日本時間深夜0時）に南アフリカヨハネスブルグサントン・コンベションセンターでグループリーグ組み合わせ抽選を行った。
抽選方法は以下の通りである。
- 以下のチームはシードとし、事前に別の組に割り振る。
  - 開催国：南アフリカ - A組1番（開幕戦を行なう為）
  - 同じ地域連盟加盟国同士は同じ組に入らない。その為、B組にエジプトが入る。スペインとイタリアは同じ組に入らない。
- さらに、シードチームを含む各チームを以下の通りにポット(pot)に分け、ポットごとに抽選で1組1チームを割り振る。同時に組内の順番も抽選で決め試合順を決定する（A組1番に決定している南アフリカを除く）。

- 開催国南アフリカと2008年10月のFIFAランキング上位3ヶ国であるスペイン、イタリア、ブラジルの計4ヶ国を「ポット1」
- 残りのエジプト、イラク、ニュージーランド、アメリカの計4ヶ国を「ポット2」

詳細な手順は以下の通りである。
1. 原則として、A組に国を入れたら、次はB組という順に抽選を行う。
2. ポット1の南アフリカは開幕戦を行なうためA組1番にあらかじめ配置。
3. ポット1の残り3ヶ国から抽選して1つ引き、B組に入れる。ただし、引いた国が欧州の場合はA組に入れる。
4. ポット1の残り2ヶ国から抽選して1つ引き、A組に入れる。ただし、3で引いた国が欧州だった場合はB組に入れる。
5. ポット1の残り1ヶ国を、B組に入れる。
6. ポット2の4ヶ国を抽選して１つ引き、それがエジプト以外の国だった場合はA組に入れる。ただし、エジプトだった場合は、次のようになる。
7. エジプトをポット2で最初に引いた場合は、B組に入れ、残りの3ヶ国は抽選する度にA組→A組→B組の順に入れる。
8. エジプトをポット2で2番目に引いた場合は、B組に入れ、残りの2ヶ国の抽選は原則通りA組→B組の順に入れる。
9. エジプトをポット2で3番目に引いた場合は、残り1ヶ国を先にA組に入れてから、エジプトをB組に入れる。

### グループリーグ

#### グループ A
| 順 | チーム           | 試 | 勝 | 分 | 敗 | 得 | 失 | 差 | 点 |
| -- | ---------------- | -- | -- | -- | -- | -- | -- | -- | -- |
| 1  | スペイン         | 3  | 3  | 0  | 0  | 8  | 0  | +8 | 9  |
| 2  | 南アフリカ共和国 | 3  | 1  | 1  | 1  | 2  | 2  | 0  | 4  |
| 3  | イラク           | 3  | 0  | 2  | 1  | 0  | 1  | −1 | 2  |
| 4  | ニュージーランド | 3  | 0  | 1  | 2  | 0  | 7  | −7 | 1  |

| 2009年6月14日 16:00 晴れ･気温19℃ 湿度43%風速22km/h |

| 南アフリカ共和国 | 0 - 0    | イラク |
|                  | レポート |        |

| エリス・パーク・スタジアム（ヨハネスブルグ） 観客数: 48,837人 主審: ホルヘ・ラリオンダ |

| 2009年6月14日 20:30 晴れ･気温17℃ 湿度59%風速10km/h |

| ニュージーランド | 0 - 5    | スペイン                                               |
|                  | レポート | F.トーレス 6分, 14分, 17分 · セスク 24分 · ビジャ 48分 |

| ロイヤル・バフォケン・スタジアム（ルステンブルク） 観客数: 21,649人 主審: コフィ・コジア |

| 2009年6月17日 16:00 晴れ･気温17℃ 湿度55%風速20km/h |

| スペイン    | 1 - 0    | イラク |
| ビジャ 55分 | レポート |        |

| フリーステイト・スタジアム（ブルームフォンテーン） 観客数: 30,512人 主審: マシュー・ブリーズ |

| 2009年6月17日 20:30 くもり･気温16℃ 湿度55%風速10km/h |

| 南アフリカ共和国    | 2 - 0    | ニュージーランド |
| パーカー 21分, 52分 | レポート |                  |

| ロイヤル・バフォケン・スタジアム（ルステンブルク） 観客数: 36,598人 主審: ベニート・アルチュンディア |

| 2009年6月20日 20:30 くもり･気温13℃ 湿度58%風速11km/h |

| イラク | 0 - 0    | ニュージーランド |
|        | レポート |                  |

| エリス・パーク・スタジアム（ヨハネスブルグ） 観客数: 23,295人 主審: ハワード・ウェブ |

| 2009年6月20日 20:30 くもり･気温11℃ 湿度65%風速11km/h |

| スペイン                        | 2 - 0    | 南アフリカ共和国 |
| ビジャ 52分 · F.ジョレンテ 72分 | レポート |                  |

| フリーステイト・スタジアム（ブルームフォンテーン） 観客数: 38,212人 主審: パブロ・ポソ |

#### グループ B
| 順 | チーム         | 試 | 勝 | 分 | 敗 | 得 | 失 | 差 | 点 |
| -- | -------------- | -- | -- | -- | -- | -- | -- | -- | -- |
| 1  | ブラジル       | 3  | 3  | 0  | 0  | 10 | 3  | +7 | 9  |
| 2  | アメリカ合衆国 | 3  | 1  | 0  | 2  | 4  | 6  | −2 | 3  |
| 3  | イタリア       | 3  | 1  | 0  | 2  | 3  | 5  | −2 | 3  |
| 4  | エジプト       | 3  | 1  | 0  | 2  | 4  | 7  | −3 | 3  |

| 2009年6月15日 16:00 くもり･気温19℃ 湿度35%風速14km/h |

| ブラジル                                                      | 4 - 3    | エジプト                             |
| カカ 5分, 90分 (PK) · ルイス・ファビアーノ 12分 · フアン 37分 | レポート | M.ジダン 9分, 55分 · シャウキー 54分 |

| フリーステイト・スタジアム（ブルームフォンテーン） 観客数: 27,851人 主審: ハワード・ウェブ |

| 2009年6月15日 20:30 くもり･気温18℃ 湿度35%風速11km/h |

| アメリカ合衆国     | 1 - 3    | イタリア                              |
| ドノバン 41分 (PK) | レポート | ロッシ 58分, 90+4分 · デ・ロッシ 72分 |

| ロフタス・ヴァースフェルド・スタジアム（プレトリア） 観客数: 34,341人 主審: パブロ・ポソ |

| 2009年6月18日 16:00 くもり･気温20℃ 湿度40%風速3km/h |

| アメリカ合衆国 | 0 - 3    | ブラジル                                     |
|                | レポート | F.メロ 7分 · ロビーニョ 20分 · マイコン 62分 |

| ロフタス・ヴァースフェルド・スタジアム（プレトリア） 観客数: 39,617人 主審: マッシモ・ブサッカ |

| 2009年6月18日 20:30 くもり･気温14℃ 湿度54%風速14km/h |

| エジプト    | 1 - 0    | イタリア |
| ホモス 40分 | レポート |          |

| エリス・パーク・スタジアム（ヨハネスブルグ） 観客数: 52,150人 主審: マルティン・ハンソン |

| 2009年6月21日 20:30 晴れ･気温16℃ 湿度43%風速10km/h |

| イタリア | 0 - 3    | ブラジル                                                   |
|          | レポート | ルイス・ファビアーノ 37分, 43分 · （ドッセーナ） 45分 (OG) |

| ロフタス・ヴァースフェルド・スタジアム（プレトリア） 観客数: 41,195人 主審: ベニート・アルチュンディア |

| 2009年6月21日 20:30 晴れ･気温14℃ 湿度59%風速3km/h |

| エジプト | 0 - 3    | アメリカ合衆国                                        |
|          | レポート | デイヴィス 21分 · ブラッドリー 63分 · デンプシー 71分 |

| ロイヤル・バフォケン・スタジアム（ルステンブルク） 観客数: 23,140人 主審: マイケル・ヘスター |

### 決勝トーナメント
|  | 準決勝                         | 準決勝   |                          |   | 決勝 | 決勝 |
|  |                                |          |                          |   |      |      |
|  | 6月24日 - ブルームフォンテーン |          |                          |   |      |      |
|  |                                |          |                          |   |      |      |
|  | スペイン                       | 0        |                          |   |      |      |
|  | スペイン                       | 0        | 6月28日 - ヨハネスブルグ |   |      |      |
|  | アメリカ合衆国                 | 2        |                          |   |      |      |
|  | アメリカ合衆国                 | 2        | アメリカ合衆国           | 2 |      |      |
|  | 6月25日 - ヨハネスブルグ       |          | アメリカ合衆国           | 2 |      |      |
|  |                                | ブラジル | 3                        |   |      |      |
|  | ブラジル                       | ブラジル | 3                        | 1 |      |      |
|  | ブラジル                       |          |                          | 1 |      |      |
|  | 南アフリカ共和国               | 0        |                          |   |      |      |
|  | 南アフリカ共和国               | 0        | 3位決定戦                |   |      |      |
|  |                                |          |                          |   |      |      |
|  | 6月28日 - ルステンブルク       |          |                          |   |      |      |
|  |                                |          |                          |   |      |      |
|  | スペイン (延長)                | 3        |                          |   |      |      |
|  | スペイン (延長)                | 3        |                          |   |      |      |
|  | 南アフリカ共和国               | 2        |                          |   |      |      |

#### 準決勝
| 2009年6月24日 20:30 晴れ･気温5℃ 湿度60%風速7km/h |

| スペイン | 0 - 2    | アメリカ合衆国                        |
|          | レポート | アルティドール 26分 · デンプシー 73分 |

| フリーステイト・スタジアム（ブルームフォンテーン） 観客数: 35,369人 主審: ホルヘ・ラリオンダ |

| 2009年6月25日 20:30 晴れ･気温10℃ 湿度33%風速14km/h |

| ブラジル                  | 1 - 0    | 南アフリカ共和国 |
| ダニエウ・アウヴェス 88分 | レポート |                  |

| エリス・パーク・スタジアム（ヨハネスブルグ） 観客数: 48,049人 主審: マッシモ・ブサッカ |

#### 3位決定戦
| 2009年6月28日 15:00 晴れ･気温19℃ 湿度14%風速23km/h |

| スペイン                           | 3 - 2 (延長) | 南アフリカ共和国      |
| グイサ 88分, 89分 · アロンソ 108分 | レポート     | ムフェラ 73分, 90+3分 |

| ロイヤル・バフォケン・スタジアム（ルステンブルク） 観客数: 31,788人 主審: マシュー・ブリーズ |

#### 決勝
| 2009年6月28日 20:30 晴れ･気温10℃ 湿度26%風速14km/h |

| アメリカ合衆国                  | 2 - 3    | ブラジル                                      |
| デンプシー 10分 · ドノバン 27分 | レポート | ルイス・ファビアーノ 46分, 74分 · ルシオ 84分 |

| エリス・パーク・スタジアム（ヨハネスブルグ） 観客数: 52,291人 主審: マルティン・ハンソン |

## 優勝国
| FIFAコンフェデレーションズカップ2009優勝国 |
| ------------------------------------------ |
| · ブラジル · 2大会連続3回目                |

## 表彰
| 賞                             | 受賞選手・チーム       | 備考   |
| ------------------------------ | ---------------------- | ------ |
| ゴールデンボール（大会MVP）    | カカ                   | 優勝   |
| シルバーボール                 | ルイス・ファビアーノ   | 優勝   |
| ブロンズボール                 | クリント・デンプシー   | 準優勝 |
| ゴールデンシューズ（得点王）   | ルイス・ファビアーノ   | 5得点  |
| シルバーシューズ               | フェルナンド・トーレス | 3得点  |
| ブロンズシューズ               | ダビド・ビジャ         | 3得点  |
| ゴールデングローブ（最優秀GK） | ティム・ハワード       | 9失点  |
| フェアプレー賞                 | ブラジル               | 2回目  |